# 納蘭明珠
明珠（转写：mingju；1635年11月19日—1708年6月3日），葉赫那拉氏，字端範，清朝康熙时期重臣。满洲正黄旗人。

## 出身
明珠是叶赫贝勒金台石之孙，其始祖为星恳达尔汉（亦胜根打喇汉、打叶）。父尼雅哈率叶赫部降于清太祖努尔哈赤，被授佐领官职。岳父是多尔衮的亲兄英亲王阿济格。

## 仕途
康熙初年，纳蘭明珠擔任侍衛、治儀正，不久後升遷為内務府郎中，康熙三年（1664年）被提拔为内務府總管，成為宫廷事務的最高長官。康熙五年（1666年）任弘文院學士，開始参與國政。康熙七年（1668年），纳蘭明珠奉命與工部尚書馬爾赛調查淮揚水患，查明清口為淮河、黄河交匯處，並商議修復白駒場的舊閘口，鑿開黄河北岸河道引流。不久后，纳蘭明珠被任命為刑部尚書。康熙九年（1670年）加封都察院左都御史，擔任經筵講官。康熙十一年（1672年）改任兵部尚書。康熙十二年（1672年），皇帝到南苑晾應台巡視八旗兵，纳蘭明珠提前頒布教條訓練士兵，等到檢閱之日軍容莊嚴整齊，康熙因此非常讚賞他的才能。

## 生平
明珠出生於天聰九年十月初十（1635年11月19日）。“初任云麾使，二任郎中，三任内务府总管”，“掌内务政令，供御诸职，靡所不综”。康熙五年（1666年），任内弘文院学士，参与国政。康熙七年（1668年）授刑部尚书，奉命和工部尚书马尔赛调查淮扬地区水患，查明清口是淮河、黄河汇合处。康熙九年，改任都察院左都御史。康熙十年二月，充经筵讲官。
康熙十一年，迁兵部尚书。主张撤除三藩，大学士索额图等人主张处死倡议撤藩的人，康熙帝拒绝。十四年，调吏部尚书。十六年，授武英殿大学士，累加太子太师。他官居内阁十三年，“掌仪天下之政”，在议撤三藩，抗御外敌等重大事件中，起了积极作用。
康熙十七年（1678年）到二十七年（1688年）間，約十幾年的時間，是明珠權勢最為強盛的階段。當時三藩之亂平定，戰爭逐漸平息，明珠擔任滿洲的首相，與漢人的首相杜定德等一同努力，致力於推動國家的發展，因此受到皇帝的寵愛。曾經皇帝賜予他一本寫有「朕萬歲餘暇，留心經史，時取古人墨跡臨摹，雖好慕不衰，然未窺其堂奧，歲月既深，偶成卷軸。卿等佐理勤勞，朝夕問對。因思古之君臣，美惡皆可相勸，故以平日所書者賜卿，方將勉所未逮，非謂書法已工也。」的親筆書信，表達對他的欣賞和期望。
康熙二十三年，學道考試結果公布後，前來晉升學道的人都會事先商討價碼，當九卿選擇時，必須遵從明珠的風格，任意安排職位，這樣一來學道考試也充斥了賄賂，士風和教育墮落了下來。明珠的貪婪之事康熙皇帝並不是不知道，曾經對他說過：「身為官員要清廉，成為龍的很少。你擁有全才，不易得到，只要稍加研讀『性理一書』，就會發現自己的不足之處。雖然不能完全依據此書行事，也應該努力去研究，理解其中的道理。」因為明珠貪婪無度，所以才用「言於成龍」來激勵他。但明珠最終並未覺悟，不久之後，言官郭淳彈劾他，結果被罷免大學士職務。
雖然明珠被賄賂所罷免，但他在位時對下屬非常嚴厲，所以在他掌握政權的時候，家奴們都不敢做出欺詐行為。他的做法是廣泛分配土地財產，讓家奴們各自負責，慷慨地給予獎賞，使每個人都能自給自足，同時嚴禁他們干涉外務。此外，他還設立一個主家長，負責家務事，如果家奴有不法行為，允許主家長處罰，即使能逃脫一命，也會被驅逐，其他人也不敢容忍留下，認為「在明府底下都不能留，更何況其他地方呢？」因此他的屬下都恪守法紀，嚴謹守法。
明珠表面上为人谦和，但他利用康熙帝對他的宠信，独揽朝政，贪财纳贿，卖官鬻爵，與索額圖“權勢相侔，互相仇軋”；康熙二十六年冬（1687年），直隶巡抚小于成龍向康熙密奏：“官已被明珠、余国柱卖完。”康熙帝问高士奇：“为什么没有人參劾？”高士奇回答：“人谁不怕死？”康熙二十七年，郭琇弹劾明珠、余国柱“植党类以树私，窃威福以惑众”，被參劾罢政不久，又以功復原级，繼續担任内大臣二十年，然不复被康熙帝所信任重用。
康熙四十七年（1708年）四月十五日，病逝北京。康熙帝派皇三子胤祉前往祭奠。
明珠有三子：长子纳兰性德為清代著名词人。次子纳兰揆叙，三子纳兰揆方。明珠曾幫助納蘭性德的朋友顧貞觀，力救吳兆騫。

## 世系
- 祖父金台石
- 伯父德爾格勒
  - 子索爾和
    - 清代文献称康熙帝惠妃为其女[2]。惠妃实为內務府正黃旗包衣出身的郎中索爾和之女，姓烏拉那拉氏。

  - 女，鄭親王濟爾哈朗繼福晉
  - 女蘇泰，林丹汗遺孀，鄭親王濟爾哈朗五娶福晉
- 父親尼雅哈，妻墨爾齊氏
- 纳兰明珠
- 妻愛新覺羅氏（1637-1694），英親王阿濟格第五女[3]:281
  - 长子纳兰性德，清代著名词人，元配盧氏（1656-1677）、繼室官氏、妾顏氏、外室沈宛
    - 長子富格（1675-1700）
      - 子瞻岱（1699-1740）
        - 女納蘭氏，雍正十一年嫁鄂倫（其父鄂爾奇為大學士鄂爾泰之弟）

    - 女納蘭氏（1675-1700），夫內閣學士高其倬
    - 次子富爾敦（1677-?）
    - 三子富森（1685-?）
    - 女納蘭氏，嫁年羹堯
    - 女納蘭氏，嫁馬喀納

  - 長女納蘭氏，嫁一等伯李天保，李永芳之曾孫，軍機大臣兼雲貴總督李侍堯之祖輩。康熙帝安嬪的堂侄[3]:281
  - 次女納蘭氏，嫁溫郡王大宗多羅貝勒延綬[3]:281
  - 次子纳兰揆叙（1674-1717），妻耿氏（1671-1719），耿聚忠和和碩柔嘉公主之女
  - 三子纳兰揆方（1680-1708），妻愛新覺羅氏（1681-1706），康親王傑書第八女
    - 長子永壽（1702-1731），妻清代閨閣詩人關思柏，正黃旗漢軍副都統阿漢泰（蘇完瓜爾佳氏正黃旗穆舒七世孫）之女，誥封一品夫人之女
      - 長女納蘭氏，夫貝子福秀，訥爾蘇子
      - 次女納蘭氏，黄一农推测傅恆妻子——福晋那拉氏即是此女[4]，亦或是福康安生母
      - 三女納蘭氏，嫁護軍參領布希禪，阿巴泰裔孫
      - 四女納蘭氏，黄一农称乾隆帝舒妃即是此女[4]（存疑[a]）

    - 次子永福，妻愛新覺羅氏（1704-1727），胤禟第三女
      - 長女納蘭氏，夫愉郡王弘慶
      - 子寧琇，嗣永壽
      - 次女納蘭氏，夫宗室永㥣

  - 三女納蘭氏，早逝[3]:281，著有《繡餘詩稿》
  - 某女格格納蘭氏，康熙帝嬪御，幼年入宮。或是納蘭明珠三个女儿中的一人，或是未被记录的女儿[3]:281。

## 納蘭明珠家族佐領
《欽定八旗通志》有與明珠家族相關佐領記載如下：
- 正黃旗滿洲第三參領第六佐領 滿洲 世管佐領 明珠 葉赫那拉氏 葉赫
- 正黃旗滿洲第三參領第七佐領 滿洲 公中佐領 星德（即明珠長子性德或興德） 葉赫那拉氏 葉赫 （注：原為世管佐領，後改為公中佐領）
- 正黃旗滿洲第三參領第八佐領 滿洲 國初 互管佐領 巴雅爾圖（伊爾根覺羅氏）／南楚（葉赫那拉氏，即明珠堂兄弟） 葉赫 （注：由正黃旗伊爾根覺羅氏和葉赫那拉氏兩族互管）
- 正黃旗滿洲第三參領第九佐領 滿洲 國初 世管佐領 索爾和（明珠堂兄弟） 葉赫那拉氏 葉赫
- 正黃旗滿洲第三參領第十佐領 滿洲 康熙23年 世管佐領 僧格（明珠叔祖之孫） 葉赫那拉氏 葉赫
- 正黃旗滿洲第四參領第十一佐領 滿洲 康熙13年 公中佐領 由明珠、穆占（明珠侄）、齊蘭布（正黃伊爾根覺羅氏巴雅爾圖家族）、雅圖、覺羅薩秦五佐領內分出
- 正黃旗滿洲第四參領第十四佐領 滿洲 康熙22年公中佐領 鼐忠阿 明珠佐領余丁

注：第三參領第六、第七、第八、第九、第十佐領皆為明珠曾祖父楊吉砮之後裔，以第八和第九佐領為根源佐領，入關後由兩佐領滋生第六和第十兩個佐領。康熙年間再由第六佐領（明珠）滋生第七佐領（明珠長子性德）；同時明珠、明珠侄穆占佐領下余丁同其他家族合為第四參領第十一佐領、第十四佐領兩公中佐領，來源《钦定八旗通志》第四、五卷等。

## 相關文藝作品

### 影視作品
| 年份   | 劇名                     | 演員   | 剧中姓名 | 註解   |
| 1987年 | 電視劇《满清十三皇朝》   | 敖龙   | 納蘭明珠 | 香港剧 |
| 1997年 | 電視劇《康熙情锁金殿》   | 施羽   | 納蘭明珠 | 台湾剧 |
| 1998年 | 電視劇《康熙微服私访记》 | 劉江   | 納蘭明珠 |        |
| 1998年 | 電視劇《鹿鼎記》         | 黎彼得 | 納蘭明珠 | 香港剧 |
| 2001年 | 電視劇《康熙王朝》       | 高蘭村 | 納蘭明珠 |        |
| 2004年 | 電視劇《皇太子秘史》     | 徐敏   | 納蘭明珠 |        |
| 2006年 | 電視劇《康熙秘史》       | 薄贯君 | 納蘭明珠 |        |
| 2016年 | 電視劇《寂寞空庭春欲晚》 | 陳良平 | 納蘭明珠 |        |
| 2017年 | 電視劇《大清總督于成龍》 | 王東輝 | 納蘭明珠 |        |
| 2018年 | 電視劇《一代名相陳廷敬》 | 曹力   | 納蘭明珠 |        |
| 2022年 | 電視劇《天下長河》       | 公磊   | 納蘭明珠 |        |

## 备注
1. ↑  乾隆朝文献中，舒妃姓氏为叶赫勒氏。后世文献中，舒妃姓氏为叶赫那拉氏。两者为不同的满族姓氏，并非同名异译。

## 延伸阅读
[在维基数据编辑]
 《清史稿·卷276》
 《清史稿·卷269》，出自趙爾巽《清史稿》